# Ugly... but well hung
Ugly... but well hung är den svenska punkgruppen The Dontcares debutalbum, som gavs ut 2003.

## Låtlista
1. Motorpunk (1:42)
2. 1-900-555 (1:02)
3. Dodge Dart 69 (1:17)
4. Drinking On My Own (1:40)
5. Evil Sex Machine (1:50)
6. See Right Through You (0:58)
7. Bring Out the Gimp (1:59)
8. Big Bad Wolf (2:03)
9. Amphetamine (1:26)
10. G.S.B (Going, Screaming, Burning) (1:14)
11. Hell in My Machine (2:07)
12. Goddamned to Kill (1:23)
13. Revolution 2003 (2:13)
14. Biting the Ball (2:01)